# Емелі Лагергрен
Емелі Лагергрен (швед. Emelie Lagergren, до шлюбу Гемзелл, швед. Gemzell; (24 лютого 1934 , Гедвіг-Елеонораd, лен Стокгольм ) — шведська акторка, яка знімалася в кіно, грала в театральних та радіопостановках. З 1957 року була одружена з актором Оке Лагергреном до його смерті в 1999 році. Проживає в Лідінге. Багато років грає як дітей, так дорослих. Була членкинею та творчою учасницею театральної трупи «Glädje & Sorg», яка багато років грала у школах Стокгольму.

## Фільмографія
- 1961 — Ljuva ungdomstid[sv]
- 1965 — Påsk
- 1966 — En småstad vid seklets början[sv]
- 1975 — Tjocka släkten[sv]
- 1976 — Близко и далеко[sv]
- 1977 — Tjejerna gör uppror[sv]
- 1985 — Korset[sv]
- 1993 — Pariserhjulet[en]
- 2016 — Full patte[sv]

## Ролі у театрі
- «Покажи мені шлях» (швед. «Visa mig vägen», музична п'єса Герда Йонзона та Інгрід Іден-Сандгрен[sv]). — Свята Біргітта[6][7]

### Riksteatern
- «Perrichons resa» (П'єса Ежена Лабіша "Le Voyage de monsieur Perrichon[fr]"). Режисер: Пер Едстрем[sv]

### Marsyasteatern[sv]
- «Aria da Capo»[8] . Режисер: CO Mellander[9] — Colombine[9][10]
- «Помста правди» (швед. «Sanningens hämnd», п'єса Карен Бліксен). — Головна роль[11]
- «Tillfället»[12]
- «Свобода для Клеменса» (швед. «Frihet för Clemens», п'єса Танкреда Дорста[de]). Режисер: Кристіан Лунд[sv][13]

## Ролі в радіопостановках та озвучування книг
- «Місто моєї мрії» (швед. «Mina drömmars stad», роман Пера Андерса Фогельстрьома[sv]). Режисер: Пер Едстрем[sv][14][15]
- «Gumman som blev liten som en tesked» (Книга Альфа Пройсена).[16]